# Kup Hrvatske u dvoranskom hokeju za žene 2019.
Dvoranski Kup Hrvatske u hokeju za žene za 2019. godinu, odnosno sezonu 2019./20. je osvojila ekipa "Mladosti" iz Zagreba. Natjecanje je održano 21. prosinca 2019. godine. 

## Sudionici
- Jedinstvo - Zagreb
- Mladost - Zagreb
- Trešnjevka - Zagreb
- Zelina - Sveti Ivan Zelina
- Zrinjevac - Zagreb

## Rezultati
Sve su utakmice igrane 21. prosinca 2019. godine. 
| par                    | rez.     |                               |
| pretkolo               | pretkolo | pretkolo                      |
| ---------------------- | -------- | ----------------------------- |
| Zrinjevac - Trešnjevka | 0:6 b.b. | "Trešnjevka" prošla bez borbe |
|                        |          |                               |
| poluzavršnica          |          |                               |
| Zelina - Jedinstvo     | 10:1     |                               |
| Mladost - Trešnjevka   | 10:0     |                               |
|                        |          |                               |
| završnica              |          |                               |
| Zelina - Mladost       | 1:5      | "Mladost" pobjednik kupa      |

## Vanjske poveznice
- hhs-chf.hr, Hrvatski hokejski savez
- hhs-chf.hr, Dvoranski Kup Hrvatske za seniore i seniorke